# Fabiàn Rinaudo
Fabián Andrés Rinaudo (né le 15 mai 1987 à Armstrong dans la Santa Fe) est un footballeur argentin qui joue au poste de milieu défensif.
Rinaudo joue avec son surnom, Fito, sur son maillot.

## Carrière

### Club

#### Gimnasia La Plata
Il fait ses débuts pour le club Gimnasia La Plata lors d'un match nul 0-0 contre River Plate le 5 octobre 2008. Lors du championnat d'Ouverture 2009, il reçoit le prix du meilleur joueur du championnat, prix auquel il arrive deuxième lors du championnat suivant (Clôture 2010). Il a joué 100 matchs pour Gimnasia. Son dernier match avec Gimnasia est un barrage (1-1) contre San Martín de San Juan, lors duquel il est désigné homme du match. Malgré cela, le résultat n'est pas suffisant pour permettre au club de se maintenir.

#### Sporting Clube de Portugal
Le 3 juillet 2011, Fito Rinaudo a rejoint le géant portugais Sporting Clube de Portugal pour un montant de 525,000 € pour 70 % de ses droits sportifs, la signature d'un contrat de quatre ans avec une clause libératoire de 25 M€. Rinaudo ne met pas longtemps à se faire un nom à Alvalade grâce à sa combattivité. Malheureusement, sa progression est freinée le 3 novembre 2011 à l'occasion d'un déplacement en Roumanie, à Vaslui, en Ligue Europa, où il se blesse gravement dès la 12e minute. Il ne fera son retour sur un terrain que le 8 février 2012 à l'occasion d'un important déplacement sur la pelouse du Nacional Madeira en demi-finale retour de la Coupe du Portugal, il en profitait pour fêter son retour en inscrivant un superbe but de loin dès la 17e minute, ouvrant le chemin de la qualification pour son équipe. Malheureusement, une nouvelle rechute l'éloigna des terrains dès la mi-février.
En manque de temps de jeu lors de la saison 2013-2014 en raison de l'explosion du jeune William Carvalho au même poste, il est prêté au mois de janvier au club de Calcio Catane en Italie, avec une option d'achat fixée à 5 millions d'euros. À Catane, il s'impose comme un titulaire indiscutable, mais ne peut empêcher la descente de sa nouvelle équipe en Série B italienne. Après avoir repris les premiers entraînement avec le Sporting au mois de juillet 2014, il est finalement transféré définitivement dans le club italien, pour une somme de 2,5 millions d'euros correspondant à 50 % des droits du joueur.
| Saison           | Club                 | Pays     | Championnat | Championnat | Championnat | Coupes nationales | Coupes nationales | Coupe d'Europe | Coupe d'Europe | Coupe d'Europe | Total  | Total |
| Saison           | Club                 | Pays     | Division    | Matchs      | Buts        | Matchs            | Buts              | Type           | Matchs         | Buts           | Matchs | Buts  |
| ---------------- | -------------------- | -------- | ----------- | ----------- | ----------- | ----------------- | ----------------- | -------------- | -------------- | -------------- | ------ | ----- |
| 2011 - 2012      | Sporting CP          | Portugal | Liga        | 10          | 0           | 1                 | 1                 | C3             | 7              | 0              | 18     | 1     |
| 2012 - 2013      | Sporting CP          | Portugal | Liga        | 23          | 0           | 4                 | 1                 | C3             | 3              | 0              | 30     | 1     |
| 2013 - jan. 2014 | Sporting CP          | Portugal | Liga        | 3           | 0           | 1                 | 0                 | -              | -              | -              | 4      | 0     |
| Jan. 2014 - 2014 | Calcio Catane (prêt) | Italie   | Serie A     | 17          | 0           | 1                 | 0                 | -              | -              | -              | 18     | 0     |

Dernière mise à jour le 20 juillet 2014.

### International
Le 20 mai 2009 Rinaudo a fait ses débuts internationaux lors d'un match amical contre le Panama. L'équipe d'Argentine, composée de joueurs jouant en Primera División Argentine remporté le match 3-1.

Le 23 janvier 2013, Alejandro Sabella rappelle Rinaudo en sélection nationale pour le match amical prévu en Suède le 6 février 2013.
Il a figuré dans la liste des 30 joueurs pré-sélectionnés pour la Coupe du monde 2014 mais il fut parmi les 7 sept joueurs non retenus dans la liste définitive.